# Право на жилище
Право на жилище — одно из социальных и экономических прав человека (прав «второго поколения»). Основы в международном праве — статья 11 Международного пакта об экономических, социальных и культурных правах, статья 16 Европейской социальной хартии, статья 31 Пересмотренной Европейской социальной хартии. Право на жилище, хотя и не указанное expressis verbis, признается закреплённым также в Африканской хартии прав человека и народов в силу её статей 14, 16 и 18(1). Согласно Комитету ООН по экономическим, социальным и культурным правам, аспекты этого права согласно МПЭСКП включают в себя: правовое обеспечение проживания; наличие услуг, материалов, возможностей и инфраструктуры; доступность с точки зрения расходов; пригодность для проживания; доступность; местонахождение; адекватность с точки зрения культуры.
С позиции, выработанной Европейским Судом по правам человека по смыслу ст. 8 Европейской конвенции. Понятие «жилище» не ограничено жилищем (жильем), которое занято или создано на законных основаниях либо в установленном законом порядке. «Жилище» — это автономная концепция, которая не зависит от классификации в национальном праве. Сохранение права на жилое помещение и наличие регистрации в таком жилом помещении не означают, что оно является действительным жилищем. Европейский Суд по правам человека определил критерии понятия «жилище»:
- наличие достаточных продолжающихся связей с конкретным местом проживания;
- нет другого жилья или намерения его приобрести;
- цель — проживание;
- длительный срок проживания (Постановление Европейского Суда по правам человека «Бакли против Соединенного Королевства» от 25 августа 1996 г.; Постановление Европейского Суда по правам человека от 20 июня 2006 г. Постановление Европейского Суда по правам человека от 18 ноября 2004 г.).

## Российская Федерация
Статья 40 (Конституции РФ)
1. Каждый имеет право на жилище. Никто не может быть произвольно лишен жилища.
2. Органы государственной власти и органы местного самоуправления поощряют жилищное строительство, создают условия для осуществления права на жилище.
3. Малоимущим, иным указанным в законе гражданам, нуждающимся в жилище, оно предоставляется бесплатно или за доступную плату из государственных, муниципальных и других жилищных фондов в соответствии с установленными законом нормами.

### Комментарии к статье
Право на жилище (ч. 1 ст. 40 Конституции РФ) является негативным правом человека и заключается в выборе им одного из видов жилища в выбранном месте жительства. Ст. 40 Конституции РФ следует рассматривать в качестве двух противоположных по своей природе прав. Часть 1 ст. 40 следует интерпретировать как негативное право, которому корреспондируют негативные обязанности государства, а ч. 2 и 3 ст. 40 — толковать как позитивные права, которые влекут социальные обязанности государства.
В Российской Федерации исторически проживали народы, ведущие различный образ жизни, который включает и неодинаковое понимание места жительства, жилища и жилого помещения. Многие народности ведут кочевой образ жизни, постоянно переезжая с одного места на другое, используя в качестве дома кибитки, чумы и т. п., которые не отвечают требованиям жилищного законодательства Российской Федерации. В соответствии с Федеральным законом «О территориях традиционного природопользования коренных малочисленных народов Севера, Сибири и Дальнего Востока Российской Федерации» от 7 мая 2001 г. устанавливается правовой режим территорий традиционного природопользования, где выделяются части территорий традиционного природопользования: поселения, в том числе имеющие временное значение и непостоянный состав населения, стационарные жилища, стойбища, стоянки оленеводов, охотников, рыболовов. В развитие положений данного Закона Правительство РФ в Распоряжении от 8 мая 2009 г. установило в более чем 28 субъектах РФ перечень мест традиционного проживания и традиционной хозяйственной деятельности коренных малочисленных народов России и определило в перечне видов традиционной хозяйственной деятельности последних строительство национальных традиционных жилищ и других построек, необходимых для осуществления традиционных видов хозяйственной деятельности. Граждане могут иметь в качестве жилища не только жилые помещения, но и чумы, яранги, передвижные (переносные) жилища, которые могут быть установлены на определенной территории.
Гражданин при выборе места жительства определяет конкретное место на определенной территории в пределах Российской Федерации, имеющее адресно-географические координаты, где будет находиться его жилище (дом, квартира или иной вид жилища).
В России необходимо кардинально менять понимание права на жилище, восприятие которого не изменилось с советского времени. Для пересмотра этого понятия следует обратиться к источникам дореволюционного российского права, раннего советского права, учесть практику Европейского Суда по правам человека, так как его решения отражают эволюцию права на жилище в западноевропейских странах. Российское дореволюционное право и советское право послереволюционного периода не отождествляли жилище с позитивным правом гражданина. Европейский Суд по правам человека, опираясь на исторический опыт формирования права на жилище, также не связывает категорию «жилище» исключительно с жилым помещением, не интерпретирует его только как позитивное социальное право, которое влечет обязательные социальные гарантии со стороны государства.
Вопрос приобретения жилища в России исторически был заботой самого человека. В советской России право на жилище приобрело характер исключительно позитивного права и стало зависеть от государства. Государство обязано уважать право гражданина на выбранное им жилище в избранном им месте жительства. В случае добровольного и сознательного избрания жилища, которое не отвечает установленным требованиям жилого помещения (например, трейлер на собственном земельном участке), государство не обязано гарантировать социальные права по улучшению жилищных условий. В случае оборудования жилища в месте жительства без законных оснований (на свалке и т. д.) государство вправе в законодательно установленном порядке добиваться выселения граждан из таких жилищ. Вместе с тем государство в определенных случаях имеет позитивные социальные обязанности по предоставлению жилья или по содействию в его приобретении.